# Туркменбашийский этрап
Туркменбашийский этрап (туркм. Türkmenbaşy etraby) — этрап в Балканском велаяте Туркменистана. Административный центр — посёлок Туркменбаши.

## История
Образован в январе 1925 года как Красноводский район Полторацкого округа Туркменской ССР с центром в городе Красноводск. В августе 1926 года был упразднён Полторацкий округ, и Красноводский район перешёл в прямое подчинение Туркменской ССР.
В ноябре 1939 года Красноводский район отошёл к новообразованной Красноводской области. В январе 1947 года Красноводская область была упразднена, и район был передан в Ашхабадскую область.
В апреле 1952 года Красноводская область была восстановлена, и Красноводский район вновь вошёл в её состав. В декабре 1955 года Красноводская область вновь была упразднена, и район снова вошёл в состав Ашхабадской области.
В мае 1959 года Ашхабадская область была упразднена, и район перешёл в прямое подчинение Туркменской ССР. В январе 1963 года Красноводский район был упразднён, но уже в декабре 1965 года восстановлен.
В декабре 1973 года район был передан в восстановленную Красноводскую область. В 1988 году Красноводская область вновь была упразднена, и район перешёл в прямое подчинение Туркменской ССР.
В 1992 году Красноводский район вошёл в состав Балканского велаята и был переименован сначала в Красноводский этрап, а затем — в Туркменбашийский этрап.